# Secondo arbitrato di Vienna
Con il nome di secondo arbitrato di Vienna è noto il lodo arbitrale del 30 agosto 1940 con cui l'Italia fascista e la Germania nazista obbligarono il Regno di Romania a cedere una parte della Transilvania all'Ungheria.

## Premesse
Il secondo arbitrato di Vienna è da inquadrarsi nella più generale politica revisionista dell'Ungheria rispetto ai trattati di pace della prima guerra mondiale. 
Il Trattato del Trianon (1920) aveva difatti sancito un drastico ridimensionamento territoriale di quello che una volta era il vasto regno ungherese, e i milioni di ungheresi rimasti al di fuori dei confini nazionali furono presi da Budapest come fondamento delle proprie istanze revisionistiche.
Destinatari principali delle mire espansionistiche ungheresi erano soprattutto la Cecoslovacchia e il Regno rumeno, entro i cui confini vivevano forti minoranze magiare. Una volta saziate le proprie pretese verso la Cecoslovacchia in seguito alle annessioni del 1938 (Slovacchia meridionale, annessa in seguito al Primo arbitrato di Vienna) e 1939 (Rutenia subcarpatica), rimaneva il nodo della Transilvania, la più estesa delle regioni rivendicate.
Quando nel giugno 1940 la Romania si vide costretta a cedere la Bessarabia e la Bucovina in seguito all'ultimatum e alla successiva invasione sovietica, il governo di Budapest, retto dall'ammiraglio Horthy, decise di approfittare delle circostanze e chiamò in causa le potenze dell'Asse rinfocolando la questione. Interessate a non aprire un fronte nei Balcani laddove avevano interessi petroliferi, Italia e Germania suggerirono alle parti di comporre il contenzioso per via di negoziati diretti.
I negoziati ebbero inizio il 16 agosto 1940 nella città romena di Turnu Severin (Szörényvár in ungherese). La delegazione di Budapest presentò ampie pretese territoriali (70.000 km², in sostanza l'intera Transilvania), mentre la Romania si mostrò disposta solamente ad uno scambio di popolazioni e a lievi correzioni del confine. Visto il fallimento del negoziato, gli ungheresi minacciarono la guerra e la Romania, che già aveva fermato nel 1919 l'invasione del rivoluzionario ungherese Béla Kun in Transilvania, ma aveva bisogno dell'appoggio tedesco in chiave antisovietica si appellò alla mediazione di Germania e Italia.

## L'arbitrato
In seguito a consultazioni dirette con il Führer, la decisione arbitrale fu resa nota il 30 agosto 1940 nel Palazzo del Belvedere di Vienna dal ministro degli esteri tedesco Joachim von Ribbentrop e da quello italiano, Galeazzo Ciano. Il documento venne poi sottoscritto anche dai loro omologhi, conte István Csáky per l'Ungheria e Mihail Manoilescu per la Romania. Da una nota del diario di Galeazzo Ciano si legge che quando venne mostrata a Mihail Manoilescu la mappa del territorio romeno da cedere all'Ungheria, quest'ultimo si sentì quasi mancare.
Come conseguenza del secondo arbitrato di Vienna la Romania si obbligò a restituire all'Ungheria la Transilvania settentrionale, un territorio di 43.492 km² e 2.609.007 abitanti che si incuneava profondamente nei Carpazi fino a includere l'area popolata dagli Székely. Il resto della Transilvania (con altri 400.000 ungheresi) rimase sotto sovranità romena e Bucarest ottenne in cambio la garanzia italo-tedesca delle frontiere.
Dal punto di vista demografico i territori annessi da Budapest contavano (in base alle statistiche romene del 1930) 968.371 ungheresi (37%), ma anche 1.304.898 romeni (50%), e piccole minoranze di tedeschi, zingari, slovacchi, ucraini e armeni. I nuovi confini, altrettanto irrispettosi del principio di nazionalità come quelli del Trianon, provocarono un massiccio flusso migratorio in entrambe le direzioni.

## Conseguenze
Alla Romania vennero concessi 14 giorni per sgomberare i territori assegnati all'Ungheria e il 5 settembre 1940 le truppe ungheresi varcarono il vecchio confine. Mentre la popolazione magiara accolse le truppe come liberatrici, la comunità romena si vide catapultata indietro ai tempi dell'Impero austro-ungarico e vide svanire la propria indipendenza. Nel compiere le operazioni di presa di possesso del territorio, l'esercito ungherese si rese responsabile della morte di oltre 1000 civili, in particolar modo donne, vecchi e bambini che non avevano abbandonato i paesi con popolazione prevalentemente sicula.
Dal punto di vista politico il Secondo arbitrato di Vienna fece trasparire la fragilità dell'alleanza tedesco-sovietica del 1939 e l'ambiguità della politica estera hitleriana. La garanzia tedesca delle nuove frontiere rumene (tra cui anche quella con l'URSS) si poneva difatti in aperto contrasto con l'art. 3 dell'appendice segreta del patto Molotov-Ribbentrop, in base al quale la Germania aveva garantito il "più totale disinteresse politico" ai territori del sudest europeo.
La Romania uscì decisamente indebolita dagli eventi dell'estate 1940: la revisione dei confini con l'URSS aveva ravvivato non solo gli appetiti ungheresi, ma anche quelli bulgari. Il governo di Sofia pretese difatti contemporaneamente la cessione di parte della Dobrugia, alla quale Bucarest si piegò con il Trattato di Craiova del 7 settembre 1940, epilogo di una serie di smembramenti territoriali che dimezzarono l'estensione della Grande Romania.
Ad ogni modo dopo la fine della seconda guerra mondiale tutti i trattati del 1940 vennero invalidati. Il Trattato di Parigi tra gli Alleati e l'Ungheria (1947) ripristinò i confini prebellici, dichiarando tra l'altro (parte I, art. 1, comma 2) che "le decisioni dell'arbitrato di Vienna del 30 agosto 1940 sono dichiarate nulle. La frontiera tra l'Ungheria e la Romania è ricostituita come era al 1º gennaio 1938".